# Budynek szkoły przy Gertrudenstraße 20 w Wuppertalu
Budynek szkoły przy Gertrudenstraße 20 – zabytkowy budynek użyteczności publicznej znajdujący się w Wuppertalu, w dzielnicy Elberfeld, na osiedlu Ölberg. Od 2023 należy do Hauptschule Barmen-Südwest i mieści część jej oddziałów.

## Opis
Budynek wzniesiono w roku 1899. Był on siedzibą szkoły podstawowej, od 1968 mieściła się w nim szkoła średnia (Hauptschule). Do 2022 był siedzibą szkoły realnej dla dorosłych, a w następnym roku przeniesiono tu część oddziałów Hauptschule Barmen-Südwest. Gmach wybudowano z cegły klinkierowej w stylu historystycznym, na kamiennym cokole. Ma cztery kondygnacje i plan prostokąta, do którego przy południowych narożnikach dostawiono ryzality po obu stronach. Zarówno na elewacjach głównego skrzydła, jak i na ryzalitach znajdują się trzy dwukondygnacyjne osie okienne. Do narożnika ryzalitów i głównej części budynku dostawiono wieże na planie zbliżonym do kwadratu, mieszczące klatki schodowe. Elewacja północno-zachodnia jest skromna, dzielą ją dwie osie okienne. Całość wieńczy fryz i wielospadowy dach. 29 sierpnia 1991 budynek wpisano do rejestru zabytków.

## Galeria

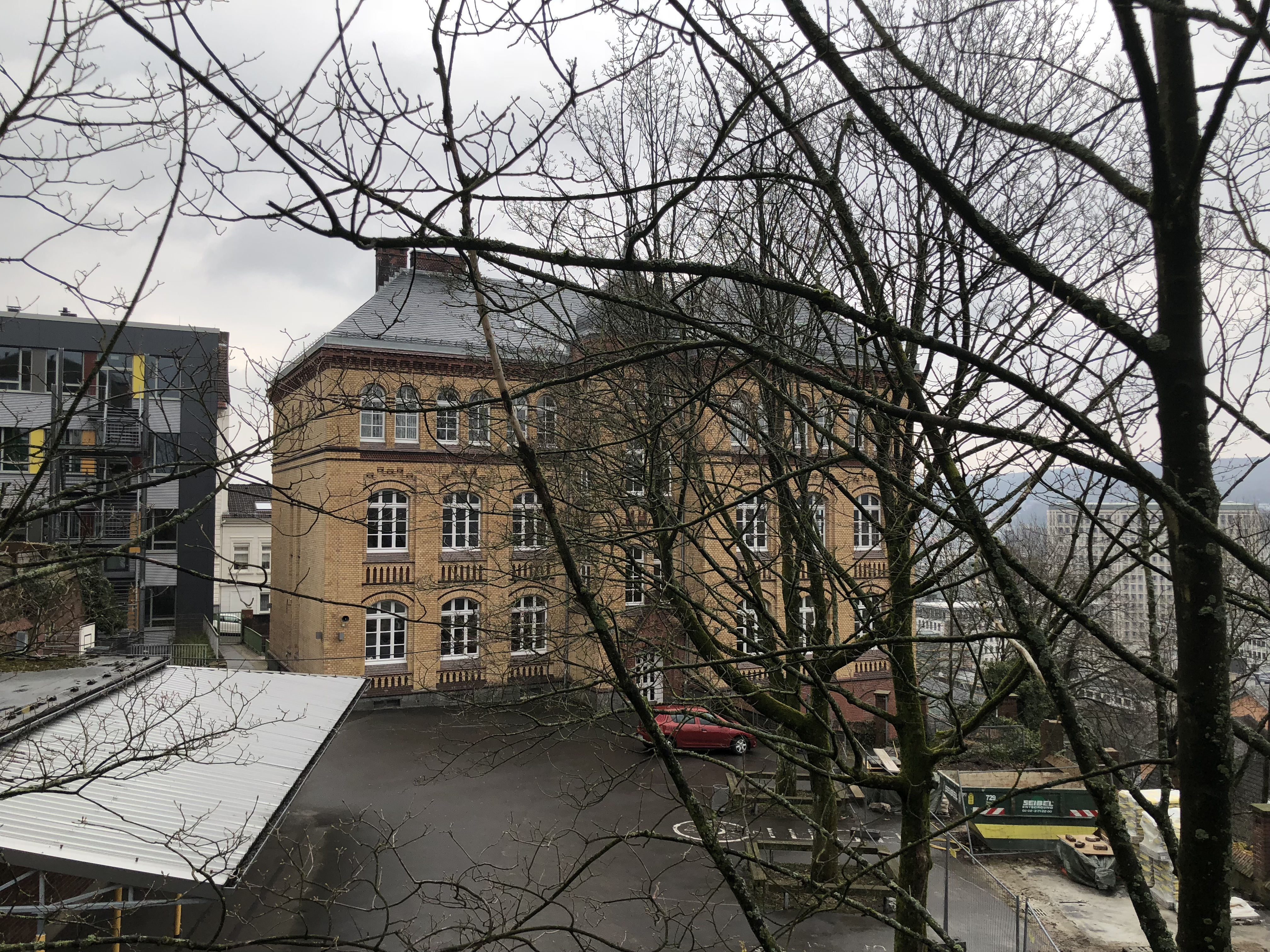
Widok z zachodu
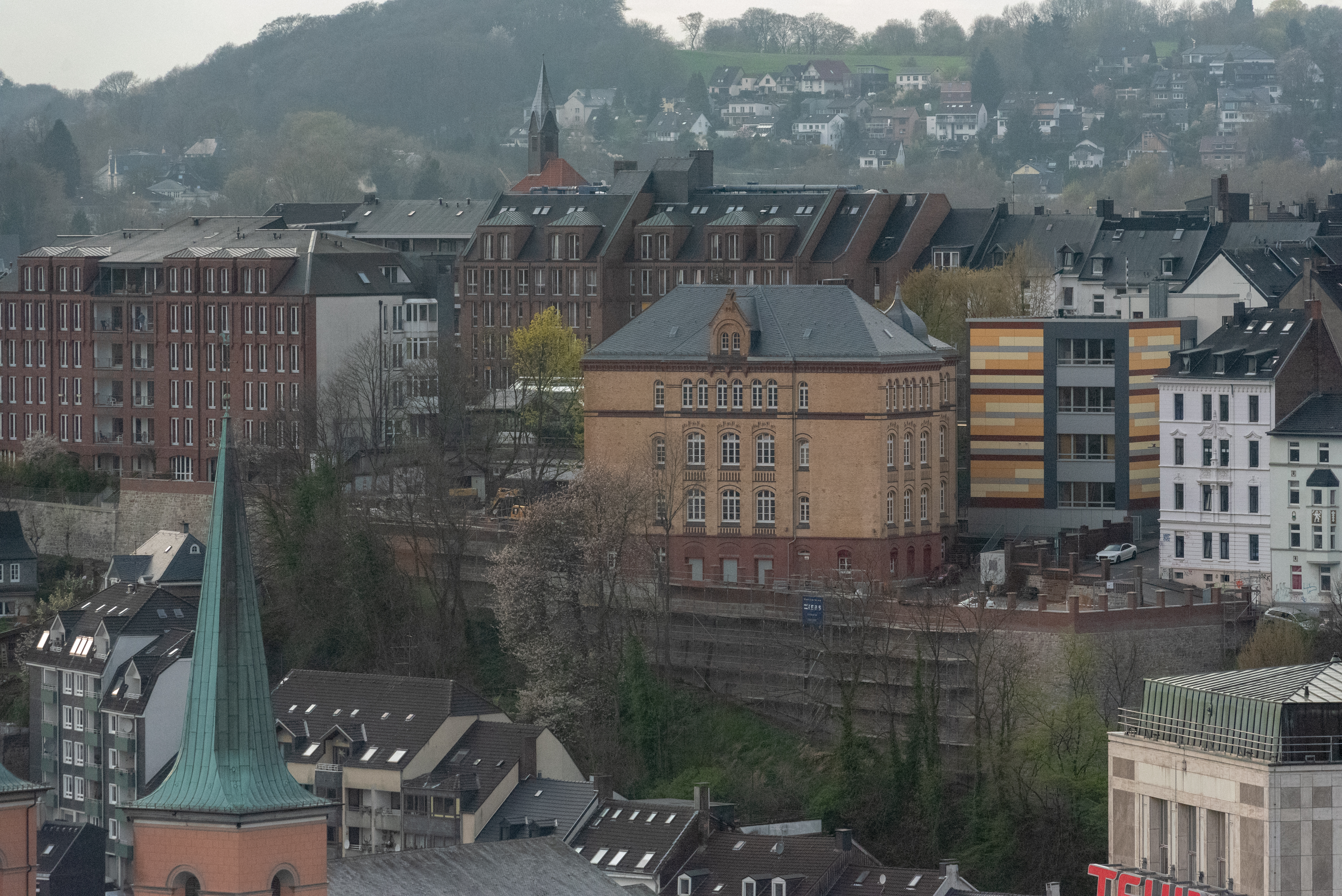
Widok z wieżowca Stadtsparkasse Wuppertal(inne języki)
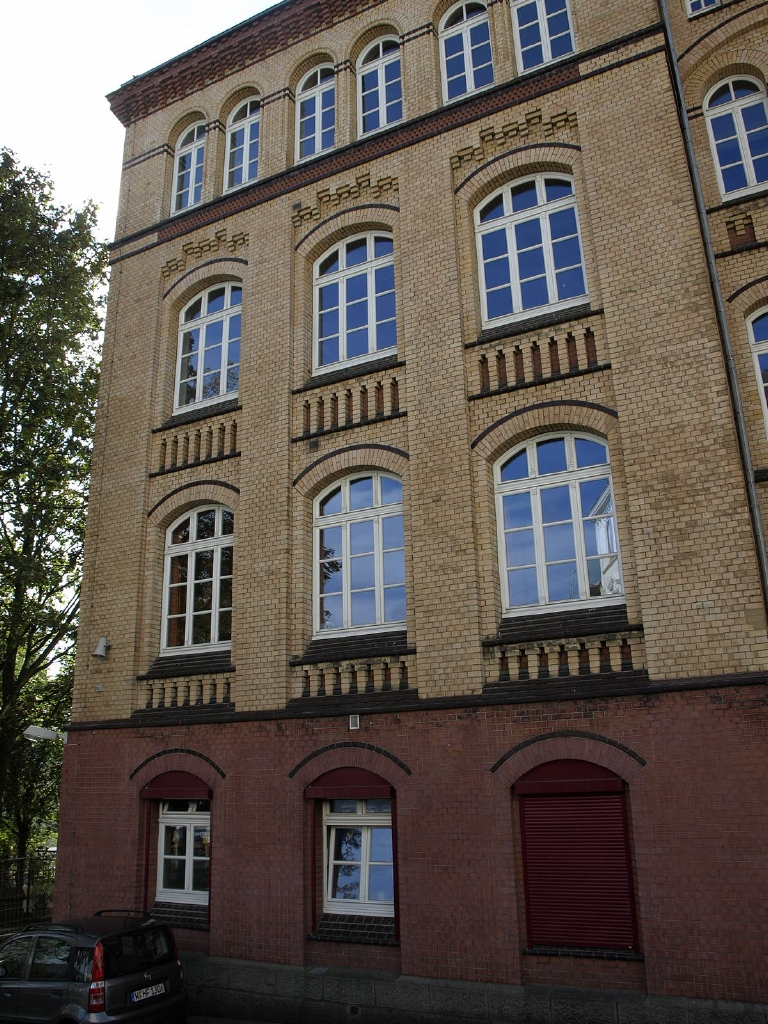
Elewacja ryzalitu